# The Blueprint
The Blueprint è il sesto album del rapper statunitense Jay-Z, pubblicato nel 2001 dalla Roc-A-Fella e dalla Def Jam. Distribuito una settimana prima rispetto a quanto previsto al fine di prevenire il bootlegging, è stato registrato a New York. A differenza dei precedenti prodotti del rapper, The Blueprint è composto da produzioni e campioni basati sulla soul music degli anni settanta.
All'epoca della registrazione del disco, Jay-Z era in attesa di due processi, uno per possesso di arma da fuoco e uno per aggressione, divenendo uno degli artisti più dissati nell'hip hop (ricevendo dissing da Nas, Prodigy e Jadakiss).
L'album riceve un plauso universale da parte degli autori musicali, che elogiano la produzione e il lirismo dell'artista. È considerato uno dei suoi album migliori e uno dei dischi hip hop migliori di sempre. Uscito il giorno dell'attentato alle Torri Gemelle, The Blueprint vende 426 000 copie nella sua prima settimana, debuttando al primo posto nella Billboard 200 e ottenendo la certificazione di doppio platino negli Stati Uniti.
Nel 2012 la rivista Rolling Stone l'ha inserito al 252º posto della sua lista dei 500 migliori album. Nella revisione del 2020 della stessa classifica, l'album sale fino alla posizione numero 50.
Jay-Z devolve parte dei suoi guadagni derivanti dal tour di The Blueprint alle organizzazioni di soccorso per l'11 settembre.

## Descrizione
E se andate tutti in guerra per me, io vado in guerra con voi»
(Jigga That Nigga, Jay-Z)
The Blueprint venne registrato nell'arco di due settimane, . All'epoca, il rapper era in attesa di due processi penali, ed era in un periodo di contrasti con vari colleghi, tra i quali Jadakiss, Fat Joe e soprattutto Nas e Prodigy dei Mobb Deep. A tal proposito, nella traccia Takeover, Jay-Z attacca i due rapper del Queensbridge, utilizzando un campionamento tratto dalla canzone Five to One dei Doors e un'interpolazione di Fame di David Bowie. Particolarmente duro l'attacco nei confronti di Nas con i versi: «Had a spark when you started but now you're just garbage» ("Hai avuto una scintilla [riferimento a Illmatic] quando hai iniziato, ma ora sei solo spazzatura"). Per The Blueprint, Jay-Z e i suoi produttori (soprattutto Kanye West, Bink! e Just Blaze) trassero ispirazione da vecchi pezzi soul degli anni settanta, includendo campioni vocali di artisti come Al Green, Bobby "Blue" Bland, David Ruffin e Jackson 5 in quasi ogni traccia sull'album, e donando al tutto sonorità mainstream. Alcune eccezioni sono i brani Jigga That Nigga, Hola Hovito e Renegade, una traccia prodotta da Eminem che vede anche la sua partecipazione come ospite.

### Copertina
La copertina dell'album mostra una fotografia virata in blu di Jay-Z seduto su una scrivania, opera del fotografo Jonathan Mannion, ispirata a un'immagine della serie The Firm di Jocelyn Bain Hogg, che dipingeva il crimine organizzato in Gran Bretagna. Al posto del telefono e del tirapugni che si vedono accanto al posacenere nella foto originale, furono posizionati un sigaro, un pacchetto di sigari e un microfono.

## Accoglienza

### Critica
| Recensione           | Giudizio   |
| -------------------- | ---------- |
| AllMusic             |            |
| Robert Christgau     | A-         |
| Entertainment Weekly | B-         |
| RapReviews           | 8.5/10     |
| PopMatters           |            |
| Blender              |            |
| NME                  |            |
| The A.V. Club        | favorevole |
| L.A. Weekly          |            |
| Pitchfork            | 8.7/10     |
| Rolling Stone        |            |
| Vibe                 |            |
| Piero Scaruffi       | 6.5/10     |

The Blueprint è acclamato dalla critica specializzata, ottenendo un punteggio di 88/100 sul sito Metacritic. Per Vibe è il suo miglior album, The Source gli assegna un punteggio di 5-mic («album classico») e secondo l'autore musicale Nathan Rabin è «il più forte, solido e coerente album di Jay-Z dall'uscita del leggendario Reasonable Doubt del 1996.» XXL assegna un punteggio perfetto in una recensione retrospettiva del 2007.
L'album aiuta notevolmente Jay-Z a consolidare il proprio posto come «erede di The Notorious B.I.G. al titolo di miglior rapper di New York». In Takeover dissa due dei suoi più temibili rivali a quel titolo, gli MC del Queensbridge Nas e Prodigy. The Blueprint è considerato un «album perfetto»: ha testi, flow, rime e basi eccellenti, è un lavoro diretto e personale che presenta un solo ospite e segna il ritorno dell'artista all'hip hop dopo diversi album crossover. Per le ragioni appena descritte, è spesso paragonato a Reasonable Doubt.
Pubblicato il giorno dell'attentato alle Torri Gemelle, il disco vende 426 000 copie fisiche nella sua prima settimana, diventando il quarto album consecutivo di Jay-Z a raggiungere la prima posizione nella Billboard 200. Totalizza oltre due milioni di copie vendute negli Stati Uniti d'America, venendo certificato doppio platino dalla RIAA. Al febbraio 2012, le vendite raggiungono quota 2,7 milioni.

## Riconoscimenti
The Blueprint è inserito in diverse liste come album dell'anno, tra i migliori album del decennio e di tutti i tempi. Nel 2003 Rolling Stone lo mette nella sua lista dei 500 migliori album di sempre al 464º posto e nella lista riveduta del 2012, il disco sale al 252º posto, per poi salire fino al 50º nella terza revisione datata 2020. Sempre Rolling Stone lo piazza al quarto posto tra i cento migliori album degli anni duemila. The Blueprint è inserito nel libro del 2005 1001 Albums You Must Hear Before You Die. Nel 2019 l'album è stato scelto dalla Biblioteca del Congresso degli Stati Uniti per la preservazione nel National Recording Registry per significativi meriti "culturali, storici o estetici".

## Tracce
1. The Ruler's Back – 3:50 – Bink
2. Takeover – 5:13 – Kanye West
3. Izzo (H.O.V.A.) – 4:00 – Kanye West
4. Girls, Girls, Girls – 4:35 – Just Blaze
5. Jigga That Nigga – 3:24 – Poke & Tone
6. U Don't Know – 3:19 – Just Blaze
7. Hola' Hovito – 4:33 – Timbaland
8. Heart of the City (Ain't No Love) – 3:43 – Kanye West
9. Never Change – 3:59 – Kanye West
10. Song Cry – 5:04 – Just Blaze
11. All I Need – 4:27 – Bink
12. Renegade (featuring Eminem) – 5:38 – Eminem
13. Blueprint (Momma Loves Me) – 3:41 – Bink

Tracce nascoste
1. Breathe Easy (Lyrical Exercise) – 3:45 – Just Blaze
2. Girls, Girls, Girls (Part 2) – 4:14 – Kanye West

Campionamenti
- The Ruler's Back contiene un campione da If nell'esecuzione di Jackie Moore, e un'interpolazione di The Ruler's Back di Slick Rick.
- Takeover include un campionamento tratto da Five to One dei The Doors, Sound of da Police di KRS-One, e un'interpolazione di Fame di David Bowie.
- Izzo (H.O.V.A.) include un campionamento tratto da I Want You Back dei Jackson 5.
- Girls, Girls, Girls contiene un campione da There's Nothing in This World That Can Stop Me from Loving You di Tom Brock, e High Power Rap dei Crash Crew.
- U Don't Know include un campionamento tratto da I'm Not to Blame di Bobby Byrd.
- Heart of the City (Ain't No Love) contiene un campione da Ain't No Love in the Heart of the City di Bobby "Blue" Bland.
- Never Change contiene un campione da Common Man eseguita da David Ruffin.
- Song Cry contiene un campione da Sounds Like a Love Song eseguita da Bobby Glenn.
- All I Need  include un campionamento tratto da I Can't Break Away di Natalie Cole.
- Blueprint (Momma Loves Me)  include un campionamento tratto da Free at Last di Al Green.
- Breathe Easy (Lyrical Exercise) contiene un campione da Got to Find My Own Place eseguita da Stanley Clarke.
- Girls, Girls, Girls (Part 2) contiene un campione da Trying Girls Out dei The Persuaders

## Classifiche

### Classifiche settimanali
| Classifica (2001)         | Posizione massima |
| ------------------------- | ----------------- |
| Canada                    | 3                 |
| Francia                   | 73                |
| Germania                  | 55                |
| Paesi Bassi               | 51                |
| Regno Unito               | 30                |
| Stati Uniti               | 1                 |
| US Top R&B/Hip-Hop Albums | 1                 |
| Norvegia                  | 36                |
| Svizzera                  | 59                |
| Svezia                    | 30                |
| Classifica (2007)         | Posizione massima |
| US Top Rap Albums         | 21                |

### Classifiche di fine anno
| Classifica (2001)         | Posizione massima |
| ------------------------- | ----------------- |
| Stati Uniti               | 52                |
| US Top R&B/Hip-Hop Albums | 12                |
| Classifica (2002)         | Posizione massima |
| Stati Uniti               | 123               |
| US Top R&B/Hip-Hop Albums | 44                |